# Exfoliación (mineralogía)

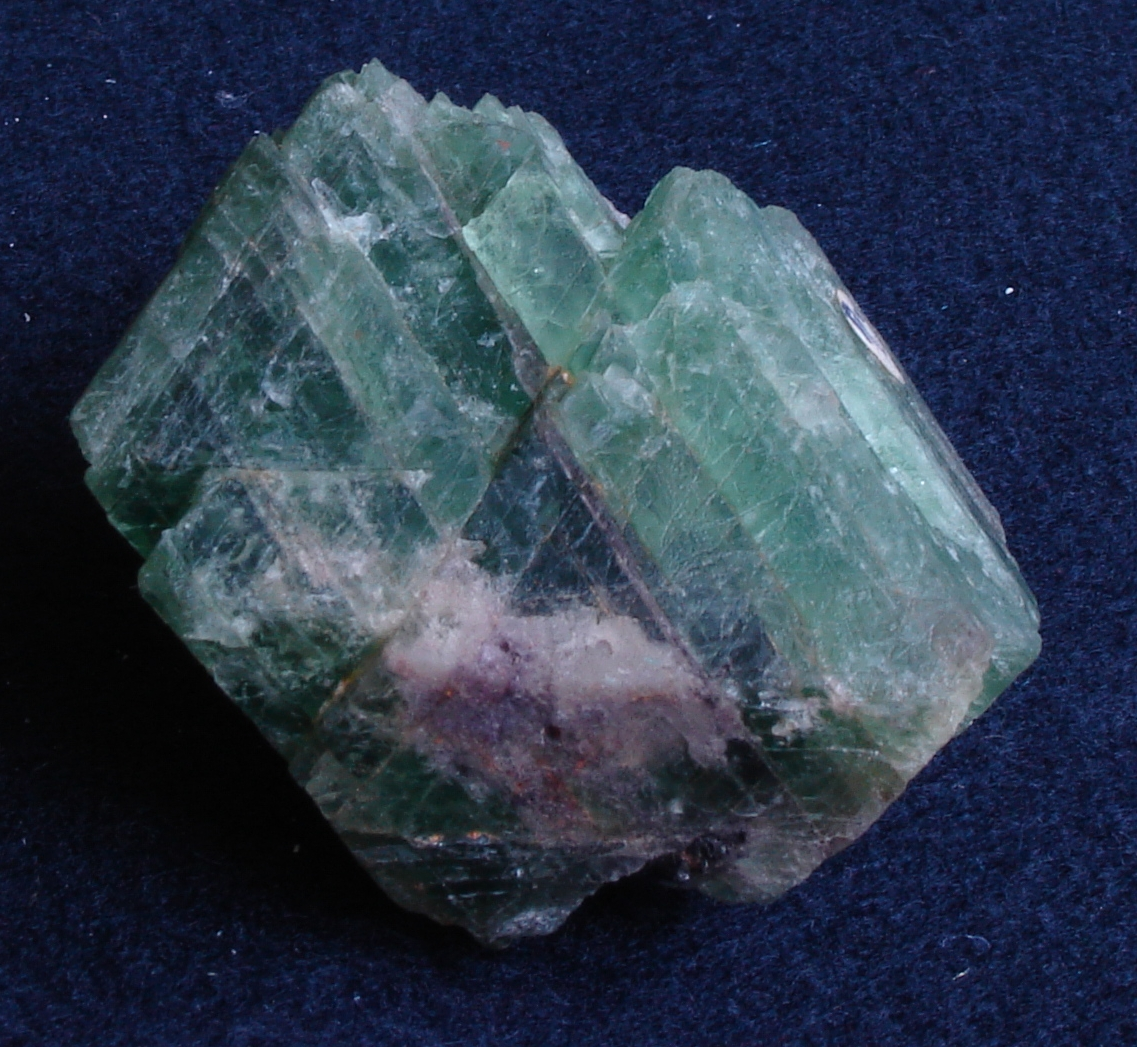
Fluorita verde con exfoliación prominente.

La exfoliación o crucero se refiere a la tendencia de los materiales cristalinos a dividirse a lo largo de planos estructurales cristalográficos definidos (ver índices de Miller). Estos planos de debilidad relativa son el resultado de los lugares regulares de los átomos e iones en el cristal (ver Redes de Bravais), que crean  fracturas de superficies planas repetidas que son visibles tanto en el microscopio como a simple vista.
Según algunos autores la exfoliación no es exclusiva de materiales cristalinos. El proceso de exfoliación produce la separación, en una roca grande, de placas curvas a manera de costras. Este proceso origina unas colinas grandes abovedadas, llamadas domos de exfoliación. Estas estructuras de exfoliación se forman de la siguiente manera: a medida que la erosión descubre la superficie de la roca, se reduce la presión hacia abajo sobre la roca subyacente y de esta manera la masa de roca que remanente, comienza a expandirse hacia arriba, desarrollando en el macizo rocoso líneas de fractura o planos de separación llamados juntas; estos forman curvas amplias cercanamente paralelas a la superficie de la roca, la distancia entre ellas es solo de unos cuantos centímetros, pero aumenta a uno o varios metros a medida que se profundiza en la roca. Bajo ciertas condiciones, una tras otra de esas hojas curvas, se descascaran y se desprenden de la masa de roca. Finalmente, se desarrolla un cerro o una colina de roca, con superficie curva, de tipo dómico. En consecuencia, la roca maciza se expande a medida que las presiones confinantes se reducen, y este ligero grado de expansión puede bastar a la iniciación del proceso de exfoliación.

## Tipos de exfoliación
La escisión toma formas paralelas a los planos cristalográficos:

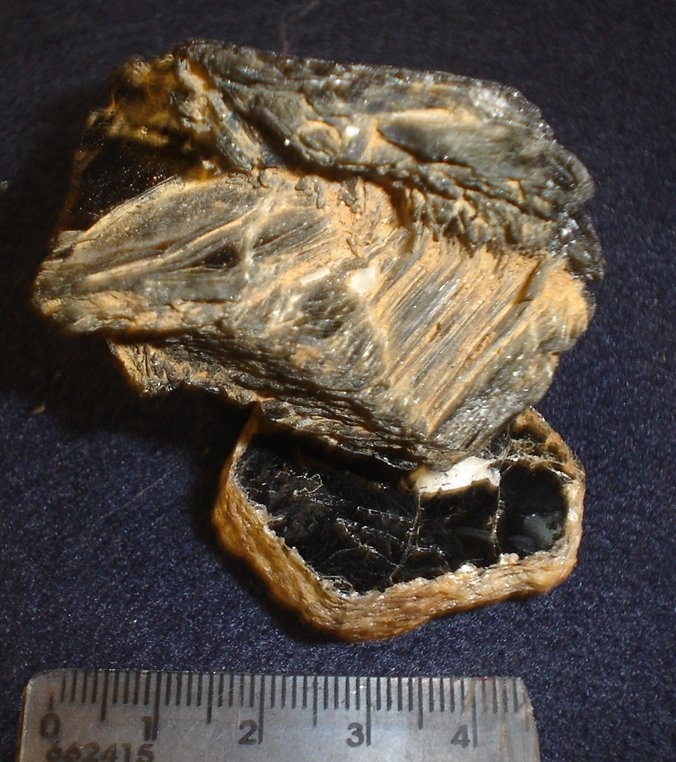
Biotita con exfoliación basal.

- Exfoliación basal o hendidura pinacoidal se produce en paralelo a la base de un cristal. Esta orientación está dada por el plano {001} en la red cristalina (ver índice de Miller), y es el mismo plano que el {0001} en los índices de Miller-Bravais, que a menudo son utilizados para cristales romboédricos y hexagonales. La exfoliación basal es exhibida por el grupo de la mica y por el grafito.

- Exfoliación cúbica, se produce en paralelo a las caras de un cubo de cristal con una simetría cúbica. Esta orientación está dada por el plano {001} en la red cristalina. Esta es la fuente de la forma cúbica visto en los cristales de halita. La galena mineral también exhibe típicamente exfoliación cúbica perfecta.

- Exfoliación octaédrica, se produce formando formas octaédricas de un cristal con simetría cúbica. Esta orientación está dada por el plano {111} en la red cristalina. El diamante y la fluorita exhiben exfoliación octaédrica perfecta. La exfoliación octaédrica se ve en los semiconductores comunes. Para cristales de menor simetría, habrá un menor número de planos {111}.

- Exfoliación dodecaédrica, se produce formando dodecaedros de un cristal con simetría cúbica. Esta orientación está dada por el plano {110} en la red cristalina. Para cristales de menor simetría, habrá un menor número de planos {110}.

- Exfoliación romboédrica, ocurre paralela a las caras {1011} de un romboedro. La calcita y otros Minerales carbonatos exhiben exfoliación romboédrica perfecta.

- La exfoliación prismática es paralela a un prisma vertical {110}. La cerusita, tremolita y espodumena exhiben exfoliación prismática.

## Rotura
La ruptura de los cristales ocurren cuando los minerales se rompen a lo largo de los planos de debilidad estructural debido a tensiones externas o a lo largo de planos de composición de maclas. Las rupturas son muy similares en apariencia a la exfoliación, pero solo ocurren debido a tensiones. Ejemplos incluyen a la magnetita la cual muestra ruptura octaédrica, la ruptura romboédrica del corindón y la ruptura basal en piroxenos.

## Usos
La exfoliación es una propiedad física tradicional usada en identificación de minerales tanto teniendo la muestra a la mano y el examen microscópico de la roca y estudios minerales. Como ejemplo, los ángulos entre los planos de exfoliación prismática para los piroxenos (88-92°) y los anfíboles (56-124°) son diagnósticos.
La exfoliación cristalina es de importancia técnica en la industria de la electrónica y el corte de gemas.
Las piedras preciosas son generalmente exfoliadas por impacto como en la talla de diamantes.
Los monocristales sintéticos de materiales semiconductores son generalmente vendidos como delgadas obleas las cuales son mucho más sencillas de exfoliar. Simplemente el presionar una oblea de silicio contra una superficie blanda y raspar su borde con una punta de diamante es usualmente suficiente para causar exfoliación; sin embargo, cuando se corta en cuadros una oblea para formar chips, un procedimiento de rayar y romper es seguido en ocasiones para un mayor control. Los semiconductores elementales (silicio, germanio y diamante) son cúbicos tipo diamante, un grupo espacial para el cual se observa exfoliación octaédrica. Esto significa que algunas orientaciones de las obleas permiten que sean exfoliados rectángulos casi perfectos. La mayoría de los otros semiconductores comerciales (GaAs, InSb, etc.) pueden ser hechos en la relacionada estructura cristalina de la blenda de cinc, con planos de exfoliación similares.